# Mollipect

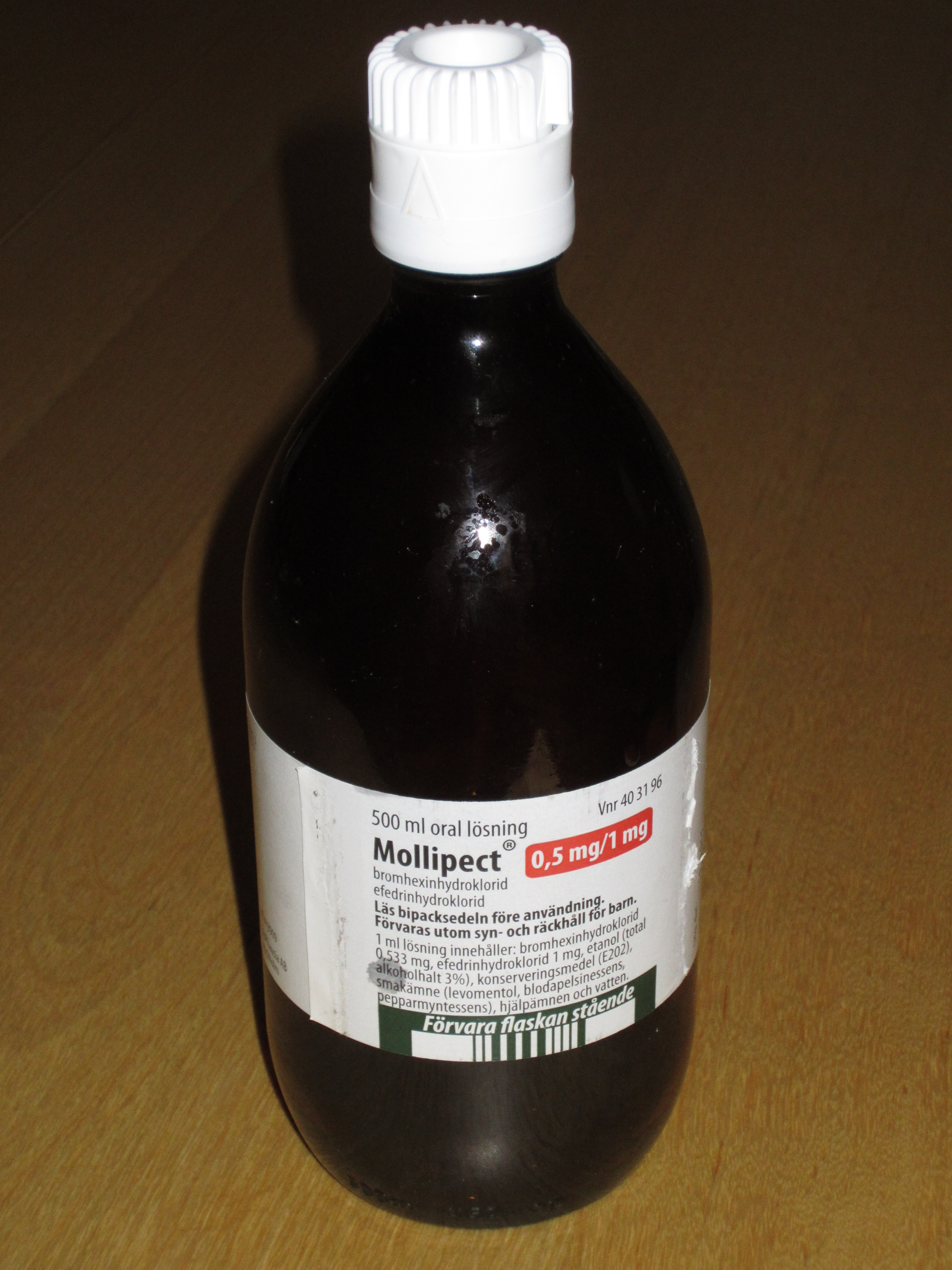
En flaska Mollipect.

Mollipect är en medicin som används vid hosta med segt slem och vid behov av vidgande av luftrören. Mollipect finns som oral lösning samt förr som mjuk kapsel. Läkemedlet är receptbelagt. Mollipect innehåller bland annat bromhexinhydroklorid, efedrinhydroklorid samt etanol. Bromhexinet gör slemmet i luftstrupen tunnflytande, vilket gör slemmet lättare att hosta upp. Efedrinet vidgar luftrören samt har en avsvällande effekt på slemhinnorna.

## Biverkningar

### Vanliga (fler än 1 person av 100 drabbas)
Yrsel, huvudvärk, hjärtklappning, darrningar och oro. Nässelfeber och hudutslag. Svårigheter att kissa.

### Mindre vanliga (färre än 1 person av 100 drabbas, fler än 1 person av 1000 drabbas)
Illamående, diarré, kräkningar och sömnlöshet.

### Sällsynta (färre än 1 person av 1000 drabbas)
Hallucinationer, förvirring, aggressivitet, övergående förhöjning av vissa levervärden. Muntorrhet. Kramp i luftrörens muskulatur, vilket kan ge andningssvårigheter och bronkospasm.